# Pseudocoremia lutea
Pseudocoremia lutea är en fjärilsart som beskrevs av Alfred Philpott 1914. Pseudocoremia lutea ingår i släktet Pseudocoremia och familjen mätare. Inga underarter finns listade i Catalogue of Life.